# 奥德马尔 (佛罗里达州)
奥德马尔（英語：Oldsmar），是美国佛罗里达州皮尼拉斯縣下属的一座城市。建立于1995年。面积约为25平方公里（约合9.7平方英里）。根据2010年美国人口普查，该市有人口13,591人。论人口在本州排行第132。